# Hesperodiaptomus schefferi
Hesperodiaptomus schefferi är en kräftdjursart som först beskrevs av M. S. Wilson 1953.  Hesperodiaptomus schefferi ingår i släktet Hesperodiaptomus och familjen Diaptomidae. Inga underarter finns listade i Catalogue of Life.